# Amanipilade
Titre
Reine de Koush
Amanipilade est le nom conventionnellement attribué à une reine koushite régnante enterrée dans la pyramide Beg N. 25 à Méroé. Amanipilade dirige le royaume de Koush depuis Méroé au milieu du IVe siècle. Des éléments d'informations indirects peuvent suggérer qu'elle a pu être la dernière dirigeante du royaume.

## Sources et chronologie
Le nom Amanipilade, traduit depuis le méroïtique par Mnipilde, n'est connu que par un texte trouvé sur une table d'offrandes dans la pyramide Beg. W 104, probablement retiré de son emplacement d'origine et placé dans cet espace plus tard. Le nom attribué au monarque enterré dans la pyramide Beg N. 25 en 1978, sur la base d'une preuve paléographie, correspondant à la date très tardive de la pyramide. L'attribution d'Amanipilade au Beg N. 25 est conventionnellement acceptée par les chercheurs, par exemple dans le Fontes Historiae Nubiorum et par Török (2015). Certains chercheurs ont mis en doute cette attribution, comme Kuckertz (2021), qui a émis l’hypothèse qu’il peut s’agir du nom d’un fonctionnaire non royal ayant adopté une formule royale sur sa table d’offrandes. Comme beaucoup d'autres dirigeants koushites, le nom Amanipilade incorpore le nom du dieu Amon. Les noms des parents d'Amanipilade sont également enregistrés dans le texte de la table d'offrandes : Tehye (père) et Mkeḫñye (mère). Ces noms ne sont pas attestés comme appartenant à des monarques koushites au pouvoir, mais le trône koushite peut être hérité par des lignées indirectes.
Amanipilade est identifiée comme une femme dirigeante grâce au lien du nom dans la pyramide Beg N. 25. La chapelle mortuaire de la pyramide comprend un relief qui représente un monarque enterré, et cela est conventionnellement interprété comme représentant une reine régnante, ce qui est relativement courant à la fin du royaume de Kouch. En effet, les reliefs sont endommagés, il est suggéré qu'il s'agit d'une « interprétation peu sûre des traces en relief ». Des travaux récents soutiennent que Beg N. 25 est le tombeau d'une reine régnante, même si certains soulignent qu'il s'agit d'une identification à prendre de manière prudente.
La pyramide Beg N. 25 est la dernière sépulture royale connue à Méroé et d'une certaine manière peut ainsi marquer la fin de la dynastie royale qui régnait depuis cette ville. Des preuves indirectes montrent également la fin de l'autorité politique méroïtique au milieu du IVe siècle de notre ère.